# Caffè Quadri

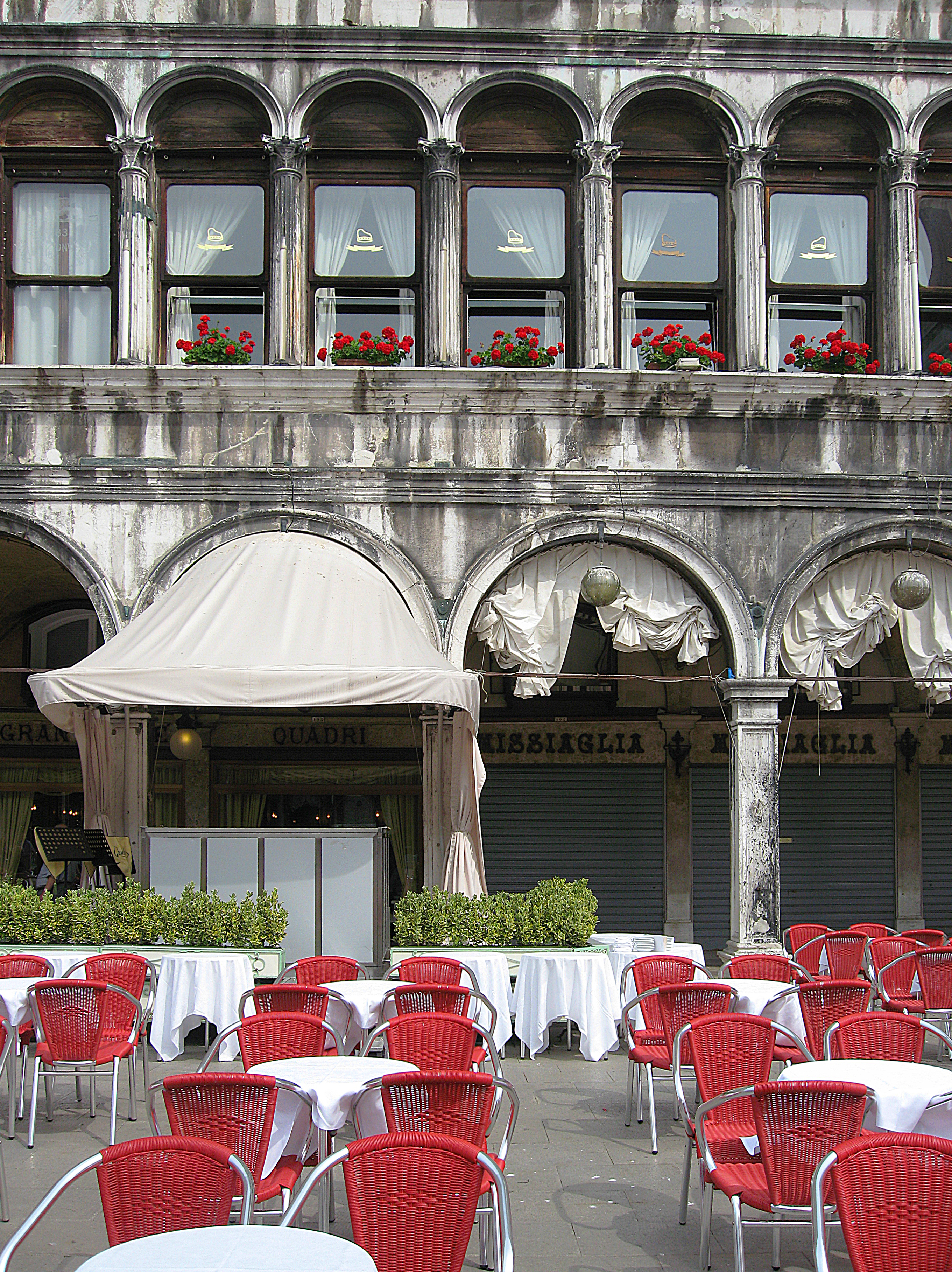
Caffè Quadri

Caffè Quadri este o cafenea istorică din orașul Veneția, situate sub arcadele Procurațiilor Vechi din Piața San Marco.

## Istoric
Este unul dintre cele mai vechi și mai longevive localuri publice italiene. Activitatea sa a început, de fapt, în 1775, când negustorul venețian Giorgio Quadri, revenit acasă după o lungă ședere în insula Corfu, în acea perioadă teritoriu al Republicii Venețiene, a decis împreună cu soția sa grecoaică, Naxina, să deschidă un local în care să se prepare și să se vândă cafea sub formă de apă neagră fierbinte. Acest obicei fusese introdus în oraș în 1683, atunci când unii comercianți turci au deschis un magazin pentru degustarea cafelei în Piața San Marco, sub arcadele Procurațiilor Noi. Produsul nou a dobândit curând atenția publicului, astfel că în 1775 funcționau numai în Piața San Marco 24 de cafenele dintr-un total mai mare de 200.
Giorgio Quadri și-a deschis localul în Procurațiile Vechi, vânzând vin și cafea, iar cafeneaua lui a devenit în curând unul dintre cele mai frecventate locuri de întâlnire ale aristocrației venețiene.
Localul a suferit o primă renovare majoră în 1830, sub conducerea fraților Vivarini, care au extins atât spațiile, cât și activitățile, cumpărând etajul superior care a fost folosit ca restaurant. Parterul a fost decorat cu stucaturi în nuanțe pastelate, cu o predominanță a culorilor verde și galben, și completat cu vederi și scene de viață venețiană, opere ale pictorului Giuseppe Ponga, inspirate de stilul lui Pietro Longhi.
În 2011, cafeneaua, care dispune de singurul restaurant din Piața San Marco, a trecut sub conducerea familiei padovane Alajmo, de origine siciliană.

## Clienți faimoși
În timpul șederii lor în Veneția, printre clienții obișnuiți ai caffè Quadri s-au aflat Stendhal, George Byron, Alexandre Dumas tatăl, Richard Wagner, Marcel Proust și, în epoca contemporană, Mihail Gorbaciov, François Mitterrand și Woody Allen.